# Färöischer Fußballpokal der Frauen
Der Färöische Fußballpokal der Frauen (färöisch Steypakappingin kvinnur) ist der Pokalwettbewerb für Fußball-Vereinsmannschaften der Frauen und wird seit 1990 ausgespielt.

## Entwicklung
Nach dem Start der 1. Deild 1985 dauerte es fünf Jahre, bis der erste Pokal ausgespielt wurde. Bei der ersten Austragung nahmen 13 Mannschaften teil, wovon drei direkt für das Viertelfinale gesetzt waren, die übrigen spielten in einer Qualifikationsrunde die restlichen fünf Teilnehmer aus. Es wurde ausschließlich im K.-o.-System gespielt, dieser Modus wurde bis 1992 bei wechselnden Teilnehmerzahlen beibehalten. Ab 1993 wurde das Halbfinale mit Hin- und Rückspiel ausgetragen, von 1996 bis 1998 gab es nach zwei Qualifikationsrunden eine Gruppenphase mit zwei Gruppen à vier Mannschaften, für die fünf Teams direkt qualifiziert waren. Für das Halbfinale qualifizierten sich hierbei jeweils der Erst- und Zweitplatzierte.

## Aktueller Modus
Der Pokal wird im reinen K.-o.-System ausgetragen. Bei derzeit zehn teilnehmenden A-Mannschaften, darunter zwei Zweitligisten, sind sechs direkt für das Viertelfinale qualifiziert. Die verbliebenen Mannschaften spielen untereinander die restlichen beiden Teilnehmer aus. Hierbei und in allen folgenden Runden wird wild gelost, das heißt ohne jegliche Setzliste. Bis auf das Halbfinale, welches mit Hin- und Rückspiel ausgetragen und in welchem die Auswärtstorregel angewendet wird, werden alle Partien in einem einzigen Spiel entschieden. Steht es nach 90 Minuten unentschieden, folgt eine 30-minütige Verlängerung. Sofern danach immer noch keine Entscheidung herbeigeführt sein sollte, folgt ein Elfmeterschießen.

## Endspiele um den Pokal
| Jahr | Sieger            | Finalist          | Ergebnis              |
| ---- | ----------------- | ----------------- | --------------------- |
| 1990 | HB Tórshavn       | Skála ÍF          | 03:1 n. V.            |
| 1991 | B36 Tórshavn      | HB Tórshavn       | 01:0                  |
| 1992 | Skála ÍF          | VB Vágur          | 02:1                  |
| 1993 | B36 Tórshavn      | ÍF Fuglafjørður   | 02:1                  |
| 1994 | B36 Tórshavn      | ÍF Fuglafjørður   | 04:2 n. V.            |
| 1995 | B36 Tórshavn      | Sumba/VB          | 02:1                  |
| 1996 | HB Tórshavn       | KÍ Klaksvík       | 03:1                  |
| 1997 | B36 Tórshavn      | KÍ Klaksvík       | 05:1                  |
| 1998 | HB Tórshavn       | B36 Tórshavn      | 02:1                  |
| 1999 | HB Tórshavn       | KÍ Klaksvík       | 04:3 n. V.            |
| 2000 | KÍ Klaksvík       | HB Tórshavn       | 02:0                  |
| 2001 | HB Tórshavn       | KÍ Klaksvík       | 03:3 n. V., 5:4 i. E. |
| 2002 | KÍ Klaksvík       | HB Tórshavn       | 06:1                  |
| 2003 | KÍ Klaksvík       | HB Tórshavn       | 02:1                  |
| 2004 | KÍ Klaksvík       | EB/Streymur       | 15:0                  |
| 2005 | B36 Tórshavn      | KÍ Klaksvík       | 01:0                  |
| 2006 | KÍ Klaksvík       | AB Argir          | 02:0                  |
| 2007 | KÍ Klaksvík       | GÍ Gøta           | 03:0                  |
| 2008 | KÍ Klaksvík       | B36 Tórshavn      | 01:0                  |
| 2009 | AB Argir          | KÍ Klaksvík       | 02:1                  |
| 2010 | KÍ Klaksvík       | Skála ÍF          | 01:0                  |
| 2011 | KÍ Klaksvík       | AB Argir          | 01:0                  |
| 2012 | KÍ Klaksvík       | B36 Tórshavn      | 02:1                  |
| 2013 | KÍ Klaksvík       | ÍF Fuglafjørður   | 05:1                  |
| 2014 | KÍ Klaksvík       | HB Tórshavn       | 01:0                  |
| 2015 | KÍ Klaksvík       | EB/Streymur/Skála | 02:1                  |
| 2016 | KÍ Klaksvík       | HB Tórshavn       | 03:2                  |
| 2017 | EB/Streymur/Skála | HB Tórshavn       | 03:2                  |
| 2018 | EB/Streymur/Skála | HB Tórshavn       | 02:1                  |
| 2019 | HB Tórshavn       | EB/Streymur/Skála | 03:0                  |
| 2020 | KÍ Klaksvík       | NSÍ Runavík       | 03:0                  |
| 2021 | NSÍ Runavík       | HB Tórshavn       | 04:2                  |
| 2022 | KÍ Klaksvík       | HB Tórshavn       | 02:1                  |
| 2023 | NSÍ Runavík       | KÍ Klaksvík       | 02:1 n. V.            |
| 2024 | NSÍ Runavík       | Víkingur Gøta     | 04:1                  |

## Siegerliste
| Verein            | Titel | Saisons                                                                                        |
| ----------------- | ----- | ---------------------------------------------------------------------------------------------- |
| KÍ Klaksvík       | 16    | 2000, 2002, 2003, 2004, 2006, 2007, 2008, 2010, 2011, 2012, 2013, 2014, 2015, 2016, 2020, 2022 |
| B36 Tórshavn      | 6     | 1991, 1993, 1994, 1995, 1997, 2005                                                             |
| HB Tórshavn       | 6     | 1990, 1996, 1998, 1999, 2001, 2019                                                             |
| NSÍ Runavík       | 3     | 2021, 2023, 2024                                                                               |
| EB/Streymur/Skála | 2     | 2017, 2018                                                                                     |
| Skála ÍF          | 1     | 1992                                                                                           |
| AB Argir          | 1     | 2009                                                                                           |

## Erwähnenswertes
- Von 2010 bis 2016 konnte KÍ Klaksvík den Pokal sieben Mal in Folge gewinnen. Zudem stand der Verein von 1999 bis 2016 jedes Jahr im Pokalfinale.
- Bisher stand mit ÍF Fuglafjørður (1993) nur ein Zweitligist im Finale, welcher sein Spiel jedoch nicht gewinnen konnte.
- Sieben Mannschaften standen mindestens einmal im Pokalfinale, konnten den Pokal jedoch nie gewinnen. ÍF Fuglafjørður ist hierbei die Mannschaft mit den meisten Niederlagen bei keinem einzigen Sieg, sie unterlagen insgesamt drei Mal im Endspiel.
- Den höchsten Finalsieg erzielte 2004 KÍ Klaksvík gegen EB/Streymur mit einem 15:0. Der höchste Sieg im Pokalwettbewerb überhaupt stammt von NSÍ Runavík, die 1996 in der zweiten Qualifikationsrunde AB Argir im Duell zweier Zweitligisten mit 22:0 besiegten.